# Overol
El overol (en Hispanoamérica y Filipinas), mameluco (en Argentina, Cuba y Uruguay), mono   (en España y algunas zonas de Hispanoamérica), cubridor o braga (en Venezuela) es una prenda usada como protector de ropa que cubre todo el cuerpo, excepto la cabeza, las manos y los pies; aunque algunos suelen llevar capucha de trabajo de una sola pieza. Suele ponerse sobre la ropa para protegerla.
Aunque ideado originalmente como prenda de trabajo, es bastante popular su uso en niños.

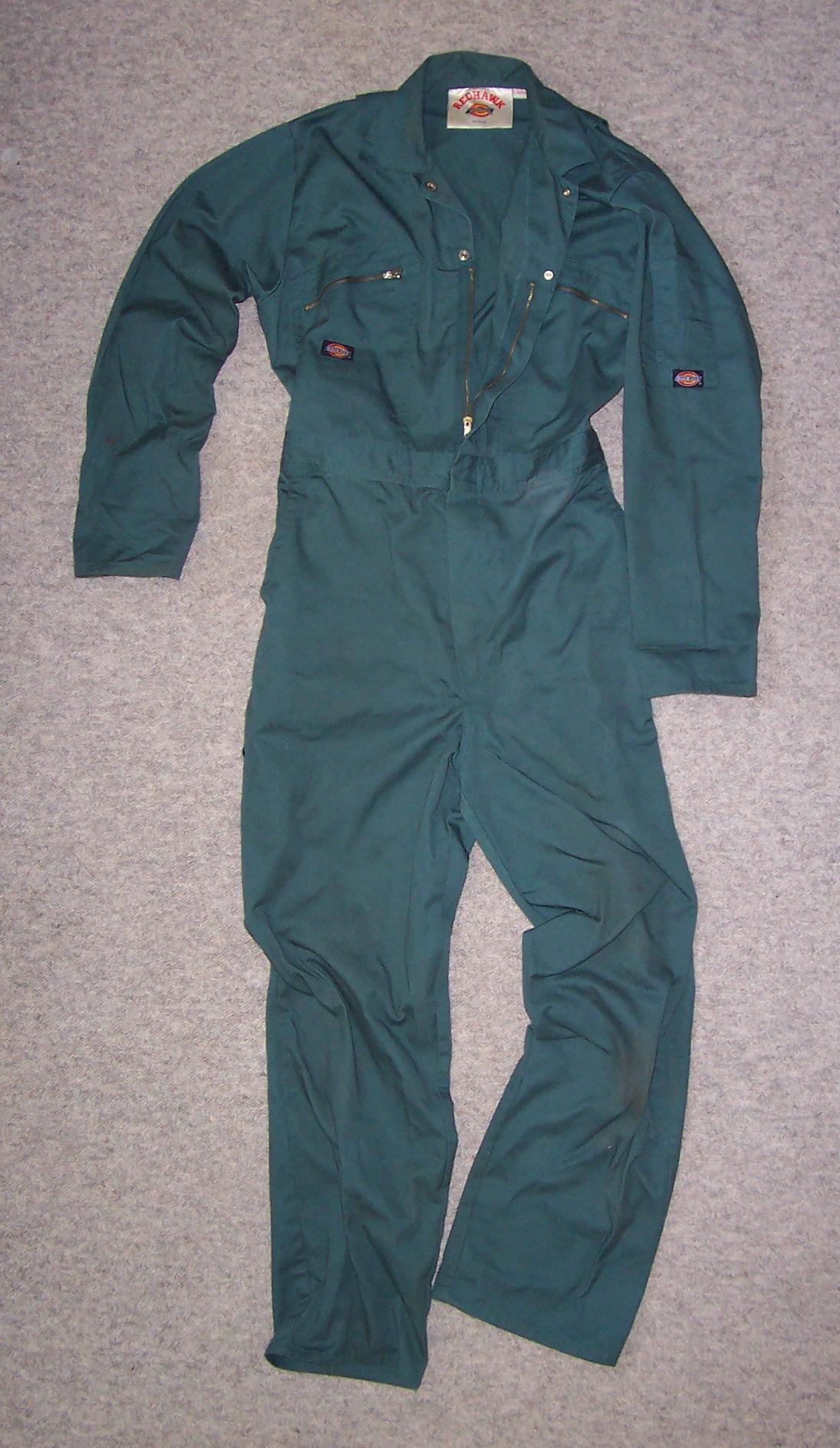
Traje de mono

La edición de 1989 del Oxford English Dictionary enumera la palabra «boilersuit» («overol» o «mameluco» en inglés) por primera vez el 28 de octubre de 1928 en el periódico Sunday Express. La prenda también se conoce como «overalls» en Norteamérica, o como un conjunto cubridor o mono en otros lugares, especialmente en España; se entiende más como un babero y corsé en general, que es un tipo de pantalón con tirantes adjuntos. Una prenda más ajustada que de otro modo es similar a un mameluco, mono o cubridor generalmente se llama un enterizo. El traje de sirena favorecido por Winston Churchill (pero también usado por muchos otros en el Reino Unido cuando las incursiones aéreas eran una amenaza) durante la Segunda Guerra Mundial fue muy similar a un mameluco o cubridor.

## Etimologías
La palabra «overol» deriva del inglés overalls, este a su vez deriva de la palabra over, del inglés antiguo ofer ‘sobre’, este del protogermánico *uberi (también del sajón antiguo obar, frisón antiguo over, nórdico antiguo yfir, alto alemán antiguo ubar, alemán über, gótico ufar ‘sobre, arriba’), de la raíz protoindoeuropea *uper ‘sobre’. Por su parte, la terminación «-ol», deriva del inglés antiguo eall ‘cada, todo, la cantidad total de’, ‘totalmente, enteramente’, del protogermánico *alnaz (también del frisón antiguo, alto alemán antiguo al; alemán all, alle; nórdico antiguo allr; gótico alls).
La palabra «mameluco» para referirse al overol o mono, proviene de los mamelucos, un tipo de esclavo soldado de los sultanes de Egipto y de otros Estados islámicos, y este del árabe clásico مملوك mamlūk ‘esclavo, poseído’, participio pasivo del verbo ملك, malaka, en árabe ‘poseer’, ‘tener algo en propiedad’.

## Descripción

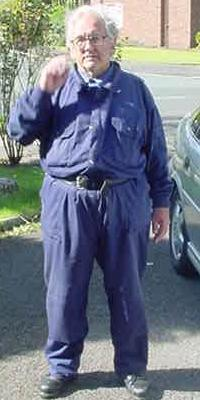
Hombre con mono

Un traje cubridor es una prenda de una pieza con mangas largas y piernas como un enterizo, pero por lo general es menos ajustada. Su característica principal es que no tiene espacio entre la chaqueta y los pantalones o entre las solapas, y no tiene colas sueltas. A menudo tiene un bolsillo largo y delgado en la parte externa del muslo derecho para sostener herramientas largas. Por lo general, tiene un cierre frontal que se extiende a lo largo de toda la parte frontal del cuerpo hasta la garganta, sin solapas. Se puede sujetar con botones, una cremallera, velcro o botones a presión. Hay mamelucos o cubridores disponibles con capucha. La palabra «mameluco» también puede referirse a prendas desechables como los trajes Tyvek de DuPont.
Los cubridores se llaman así porque primero fueron usados por hombres que mantenían calderas de carbón. Para verificar si hay fugas de vapor o para limpiar el hollín acumulado en el interior de la cámara de combustión de una locomotora de vapor, alguien tuvo que subir al interior, a través del pozo de fuego (donde se bombea el carbón). Un traje de una sola pieza evita el problema potencial de la pérdida de hollín que entra en la mitad inferior de la ropa a través de la brecha en el medio. Como la abertura del pozo de fuego es sólo lo suficientemente grande para que un individuo en forma pueda trabajar, un traje de una sola pieza también evita el problema de que la cintura se enganche en el pozo de fuego cuando uno se agacha, o de que las colas de la chaqueta se enganchen si es necesario echarse atrás. 

## Uso
Los cubridores se usan más a menudo como ropa protectora sobre la ropa de “calle” en el trabajo, pero a veces en lugar de una chaqueta y pantalones comunes.

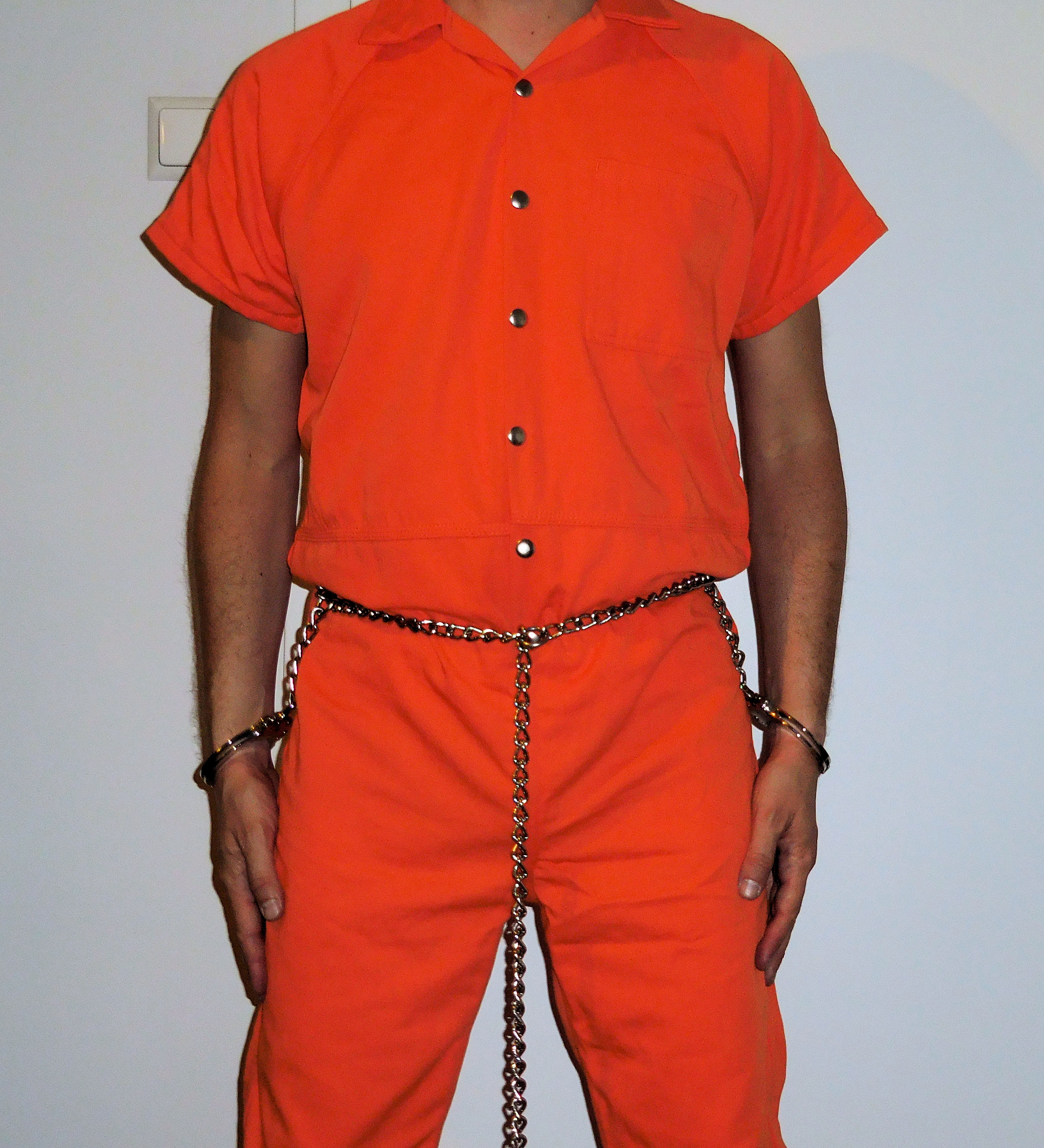
Mono de prisionero

Los cubridores también se usan a veces como uniformes de prisión en los Estados Unidos y otros países.
Los estudiantes universitarios de algunos países nórdicos utilizan monos denominados trajes de baño para estudiantes como una especie de uniforme de fiesta, con insignias en la espalda y colores que varían según el programa y la universidad.

## Peto y tirantes

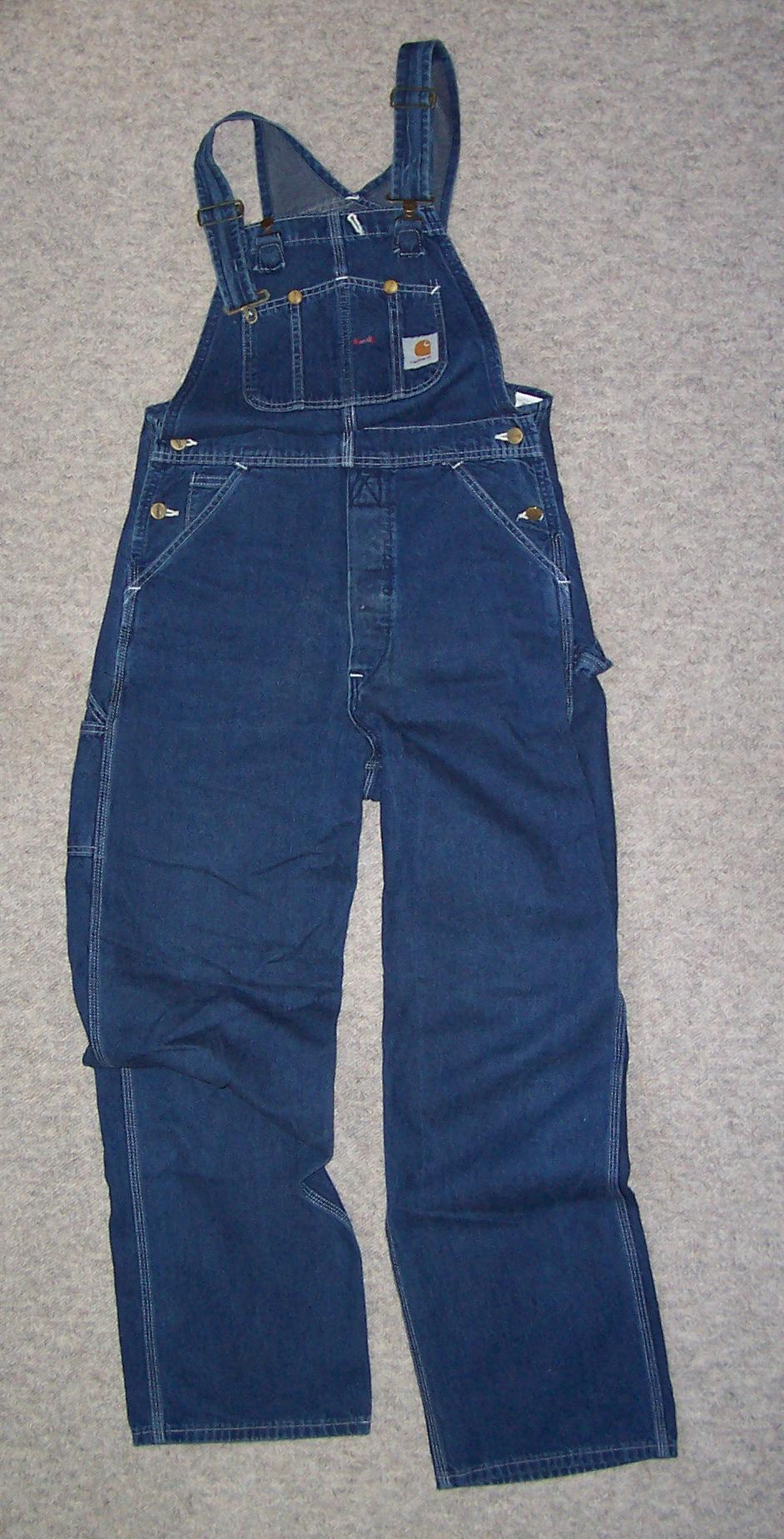
Peto.

Llamado «jardinera» en la Argentina, Chile y Paraguay, este es un pantalón con un peto en la parte delantera y tirantes en la parte posterior. Este tipo de mono está generalmente fabricado de mezclilla y tiene varios bolsillos.

## Mono militar
Usado por ciertos regimientos, este tipo de mono cubre desde el cuello (incluyendo los brazos) hasta las piernas. Se usa generalmente para proteger el uniforme regular durante faenas de mantenimiento de vehículos, armamento, y en algunos casos de caballerizas. Algunas ramas de las fuerzas armadas usan monos por reglamento, especialmente confeccionados con materiales aislantes, térmicos e incombustibles. 

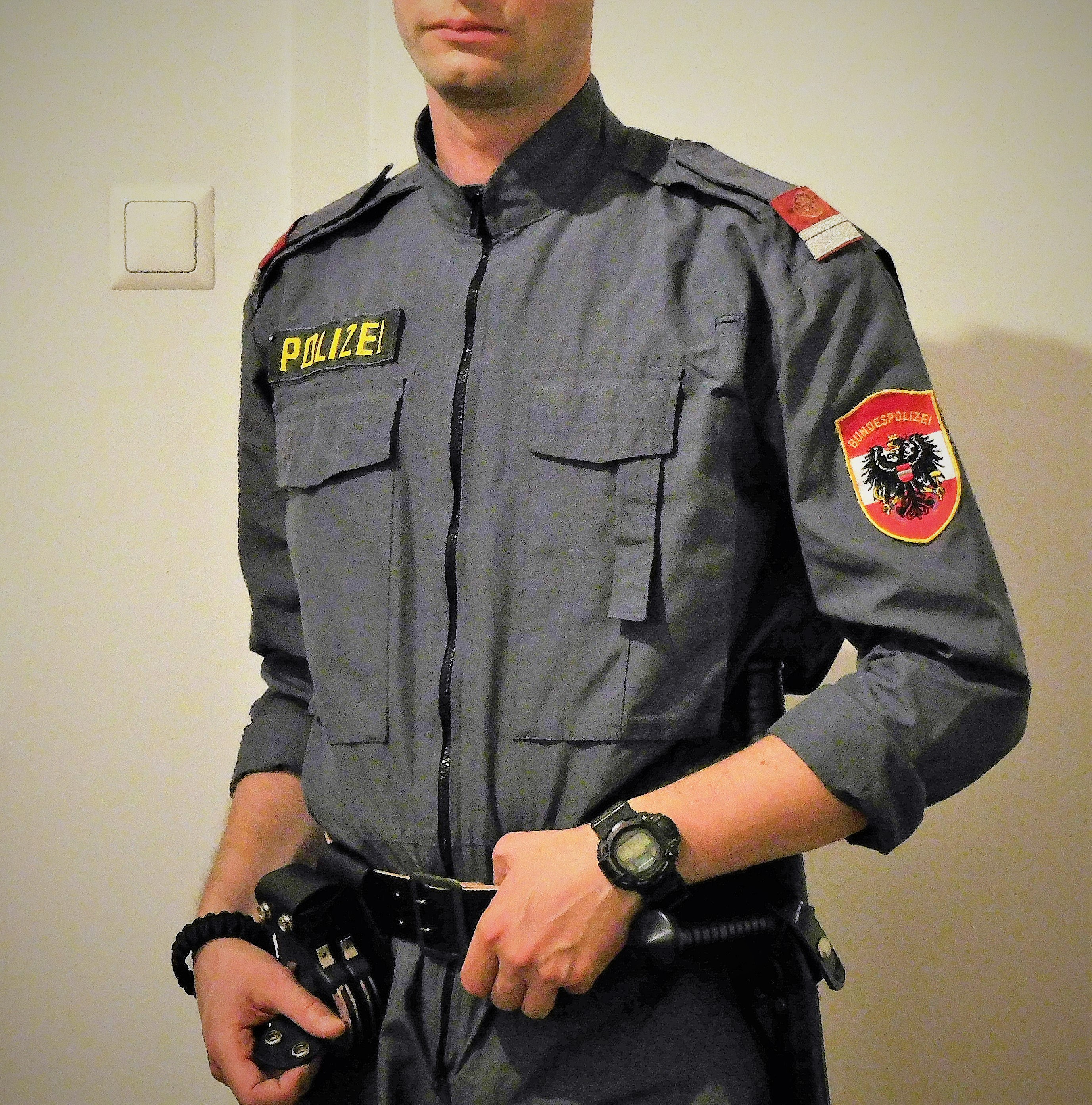
Mono de policía

Las unidades SWAT a menudo usan trajes cubridores como un uniforme, por ejemplo, la unidad de policía francesa Compañías Republicanas de Seguridad o las unidades austríacas EKO Cobra y WEGA. Los equipos de vehículos de combate blindados en el Ejército de los Estados Unidos y el Cuerpo de Marines también usan monos similares hechos de Nomex en color verde oliva (y más recientemente, bronceado del desierto), donde los hombres y sus trajes a veces se llaman «CVC», siglas de «Combat Vehicle Crewman» (“Tripulante de vehículos de combate” en español) más cubridores de forma ajustada con muchos bolsillos y cremalleras. Originalmente fueron hechas de algodón tratado para la resistencia a las llamas, pero hechas de Nomex desde finales de la década de 1960, se han utilizado como trajes de vuelo desde el comienzo de la Segunda Guerra Mundial.